# Plano Inclinado do Santa Marta
O Plano Inclinado do Santa Marta é um funicular localizado na Zona Sul do Rio de Janeiro, facilitando o acesso à Favela Santa Marta. Construído em maio de 2008 pelo governo do estado, de administração da prefeitura desde outubro de 2015 e reformado em 2023, possui 5 estações, numeradas de 1 a 5. A estação inicial fica na Rua Marechal Francisco de Moura, próximo à Rua São Clemente e as demais 4 estações vão subindo a encosta do morro, acompanhando a sua geografia.
Devido às particularidades geográficas do Morro Dona Marta, ele foi construído em dois trechos, de diferentes inclinações: um que engloba as estações 1 a 3 e um segundo com estações 3 a 5. Ou seja, para subir da base ao topo do morro, é preciso trocar de veículo na estação 3. O equipamento funciona diariamente, das 6h à meia-noite.
Entre 2018 e 2023 houve um aumento expressivo no número de passageiros transportados; naquele ano, 3.000 pessoas utilizavam o transporte diariamente, enquanto mais recentemente esse número subiu para 5.000.